# CZW Chri$ Ca$h Memorial Show
El Chri$ Ca$h Memorial Show es un evento anual de lucha libre profesional producido por la empresa Combat Zone Wrestling (CZW).
En 2005 fue realizado el primer show, como un homenaje a Christopher Bauman, más conocido como Chri$ Ca$h, quien falleció el 18 de agosto de 2005 a la edad de 23 años.

## Resultados

### 2005
Chri$ Ca$h Memorial Show 2005 tuvo lugar el 10 de septiembre de 2005 desde New Alhambra Arena en Filadelfia, Pensilvania.
- Danny Havoc derrotó a Andy Sumner.
- Drew Gulak ganó la Chri$ Ca$h Memorial Battle Royal.
- B-Boy & Eddie Kingston derrotaron a Adam Flash & The Messiah.
- GQ derrotó a Ian Knoxxx y Jon Dahmer.
- Derek Frazier vs. Nate Webb vs. Niles Young vs. Ruckus terminó sin resultado.

### 2006
Chri$ Ca$h Memorial Show 2006 tuvo lugar el 9 de septiembre de 2006 desde New Alhambra Arena en Filadelfia, Pensilvania.
- Comitted & George W. Baus derrotaron a Joe Gacy & Superstar LJ.
- B-Boy derrotó a Claudio Castagnoli.
- Andy Sumner & Drew Gulak derrotaron a GQ & Nick Berk y a Jon Dahmer & Niles Young.
- LuFisto ganó la Chri$ Ca$h Memorial Battle Royal.
- Altar Boy Luke derrotó a The Messiah.
- Sonjay Dutt derrotó a Sexxxy Eddy ganando el CZW World Junior Heavyweight Championship.
- Jigsaw derrotó a Hallowicked.
- Eddie Kingston derrotó a Chris Hero ganando el CZW World Heavyweight Championship.
- Derek Frazier derrotó a Ruckus.

### 2007
Chri$ Ca$h Memorial Show 2007 tuvo lugar el 8 de septiembre de 2007 desde New Alhambra Arena en Filadelfia, Pensilvania.
- LJ Cruz derrotó a Alex Colon y Joe Gacy.
- GQ & Jon Dahmer derrotaron a Brodie Lee & Cheech.
- DieHard derrotó a Cloudy.
- DJ Hyde (con Maven Bentley) derrotó a Toby Klein ganando el CZW Iron Man Championship.
- Andy Sumner & Drew Gulak derrotaron a Ruckus & Sabian y a Derek Frazier & Niles Young ganando el CZW World Tag Team Championship.
- GQ ganó la Chri$ Ca$h Memorial Battle Royal.
- Danny Havoc derrotó a DieHard, Drake Younger, Joker y Scotty Vortekz ganando el CZW World Junior Heavyweight Championship.

### 2008
Chri$ Ca$h Memorial Show 2008 tuvo lugar el 13 de septiembre de 2008 desde New Alhambra Arena en Filadelfia, Pensilvania.
- Sami Callihan ganó la Chri$ Ca$h Memorial Battle Royal.
- Andy Sumner & Drew Gulak derrotaron a GQ & Jon Dahmer.
- Danny Havoc derrotó a Devon Moore.
- Brain Damage derrotó a Toby Klein.
- Necro Butcher derrotó a Little Mondo.
- B-Boy, Derek Frazier, Nate Webb & Nick Gage derrotaron a Eddie Kingston, Joker, Ruckus & Sabian.

### 2009
Chri$ Ca$h Memorial Show 2009 tuvo lugar el 12 de septiembre de 2009 desde New Alhambra Arena en Filadelfia, Pensilvania.
- Drew Gulak derrotó a Ryan Slater.
- Tyler Veritas derrotó a LJ Cruz.
- Nate Hatred ganó la Chri$ Ca$h Memorial Battle Royal.
- Joe Gacy derrotó a Kevin Marcos.
- Rich Swann derrotó a Appollo Starr.
- Trent Acid derrotó a Little Mondo.
- Egotistico Fantastico derrotó a Ashton Vuitton reteniendo el CZW World Junior Heavyweight Championship.
- GQ & Ian Knoxxx derrotaron a Nick Berk & Z-Barr.

### 2010
Chri$ Ca$h Memorial Show 2010 tuvo lugar el 10 de septiembre de 2010 desde New Alhambra Arena en Filadelfia, Pensilvania.
- Core & JT Roberts derrotaron a Greg Excellent & Johnny Calzone.
- Sami Callihan derrotó a Chuck Taylor, Johnny Gargano y Joker.
- Rich Swann & Ryan McBride derrotaron a Kirby Mack & TJ Mack.
- Joe Gacy & Ryan Slater derrotaron a Cheech & Cloudy.
- AR Fox derrotó a Alex Colon, Facade, Ricochet, Ruckus y tHURTeen.
- Adam Cole derrotó a Sabian reteniendo el CZW World Junior Heavyweight Championship.
- Drew Gulak derrotó a Nick Gage por DQ, reteniendo el CZW Wired TV Championship.
- Drake Younger derrotó a Masada.
- Jon Moxley derrotó a Scotty Vortekz reteniendo el CZW World Heavyweight Championship.